# Kanrjó Higaonna
Kanrjó Higaonna (japonsky 東恩納 寛量; * 10. března 1853 Naha, Království Rjúkjú – říjen 1915 Naha, Japonsko) byl okinawský mistr bojového umění nahate. V čínské provincii Fu-ťien studoval u mistra, označovaného jako Rjú-rjú Ko, fuťienského bílého jeřába. Po anexi Okinawy Japonským císařstvím se vrátil na Okinawu. Mezi jeho žáky patřil Čódžun Mijagi, zakladatel gódžú-rjú.